# Onkruid

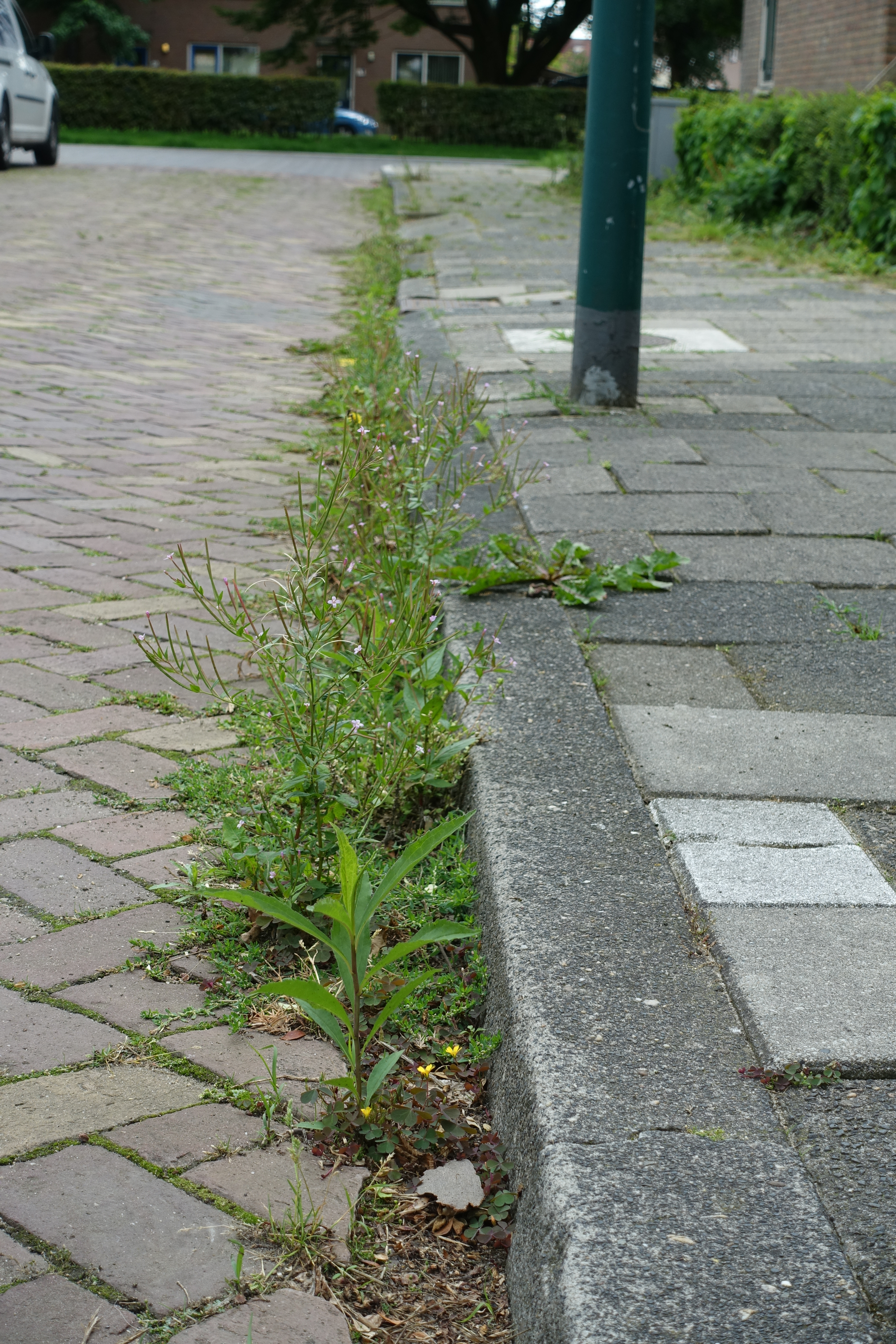
'Onkruid' langs de straatrand

Onkruid is een lokaal ongewenste wilde of verwilderde plant, afhankelijk van het grondgebruik ter plaatse. De term wordt vooral gebruikt door hoveniers, groenbeheerders en landbouwers en door verzorgers van een siertuin.

## Gebruik van de term
De term is subjectief; er is geen objectieve of biologische definitie van onkruid. In principe kan elke willekeurige plantensoort als onkruid worden beschouwd. Wat als ongewenst wordt beschouwd, is afhankelijk van het gebruik van de grond waar het onkruid voorkomt en van de beoordelaar. De opvatting over onkruiden kan in de loop van de tijd ook veranderen. 
Het is mogelijk dat een plant in de ene omgeving als onkruid gezien wordt, bijvoorbeeld doordat hij overdadig groeit en zo tuinplanten overwoekert, terwijl deze in een andere omgeving als niet ongewenst of zelfs als aantrekkelijk wordt beschouwd, zoals in wilde tuinen of in natuurgebieden. In de biologische landbouw zijn sommige kruiden welkom, terwijl ze in de reguliere land- en tuinbouw als ongewenste onkruiden worden gezien. Lijsten van onkruiden hebben dan ook alleen maar zin in de context van een bepaald grondgebruik.

## Onwenselijkheid en schadelijkheid
Planten kunnen om verschillende redenen als onkruid worden beschouwd. Meestal doelt men op planten die nutteloos, slordig, hinderlijk of schadelijk zijn in landbouwgebieden, in de tuinbouw, privétuinen en openbaar groen. Natuurbeschermers en -beheerders gebruiken overigens zelden de term onkruid, ook niet om ongewenste planten in natuurgebieden aan te duiden. Mogelijke redenen waarom planten als ongewenst worden gezien zijn:
- Esthetische redenen. In siertuinen worden planten als onkruid aangeduid als de tuinverzorger vindt dat deze niet passen in het ontwerp van de tuin en/of het uiterlijk niet mooi vindt.
Voorbeelden van dergelijke planten zijn zevenblad, heermoes en gewoon varkensgras. De groei van onder andere liggende vetmuur, zilvermos, straatgras, zilverschoon en grote weegbree tussen bestrating ervaren sommigen als 'slordig'.
- Verwachte opbrengstreductie of landbouwschade. In de land- en tuinbouw zijn onkruiden de planten die naar men verwacht de groei van gewassen of landbouwhuishouddieren kunnen beperken, en daarmee de oogst en opbrengst.
Voorbeelden van dergelijke planten zijn duist, grote windhalm, akkerdistel, akkermelkdistel, ereprijssoorten, klaproossoorten en akkermunt.[1]
- Planten als waardplant van schadelijke organismen. Wilde planten kunnen waardplanten zijn voor ongewenste organismen.
Voorbeelden: Zo wordt de bacterie Xylella fastidiosa, die het afsterven van planten als olijfboom en wijnstok kan veroorzaken, is geïmporteerd via verschillende sierplanten.[2]
- Gezondheidsschade. Planten worden als onkruid beschouwd als ze direct schadelijk of hinderlijk zijn voor de gezondheid van mens (en dier).
Voorbeelden: Zo kan de reuzenberenklauw een huidreactie zoals zwelling en blaarvorming veroorzaken bij aanraken, doordat het sap van de plant furocumarinen (bepaalde chemische stoffen) bevat, die bij zonlicht de huid van mensen sterk aantasten (fototoxiciteit). Het stuifmeel van alsemambrosia is een (sterk) allergeen en veroorzaakt hooikoorts.[3] Delen van sommige soorten zoals goudenregen, taxus, doornappel, wolfskers en vingerhoedskruid zijn giftig. De grote brandnetel, die zich op door (over-)bemesting  stikstofrijke plaatsen snel kan uitbreiden, is mogelijk vervelend doordat deze bij aanraking jeuk veroorzaakt.

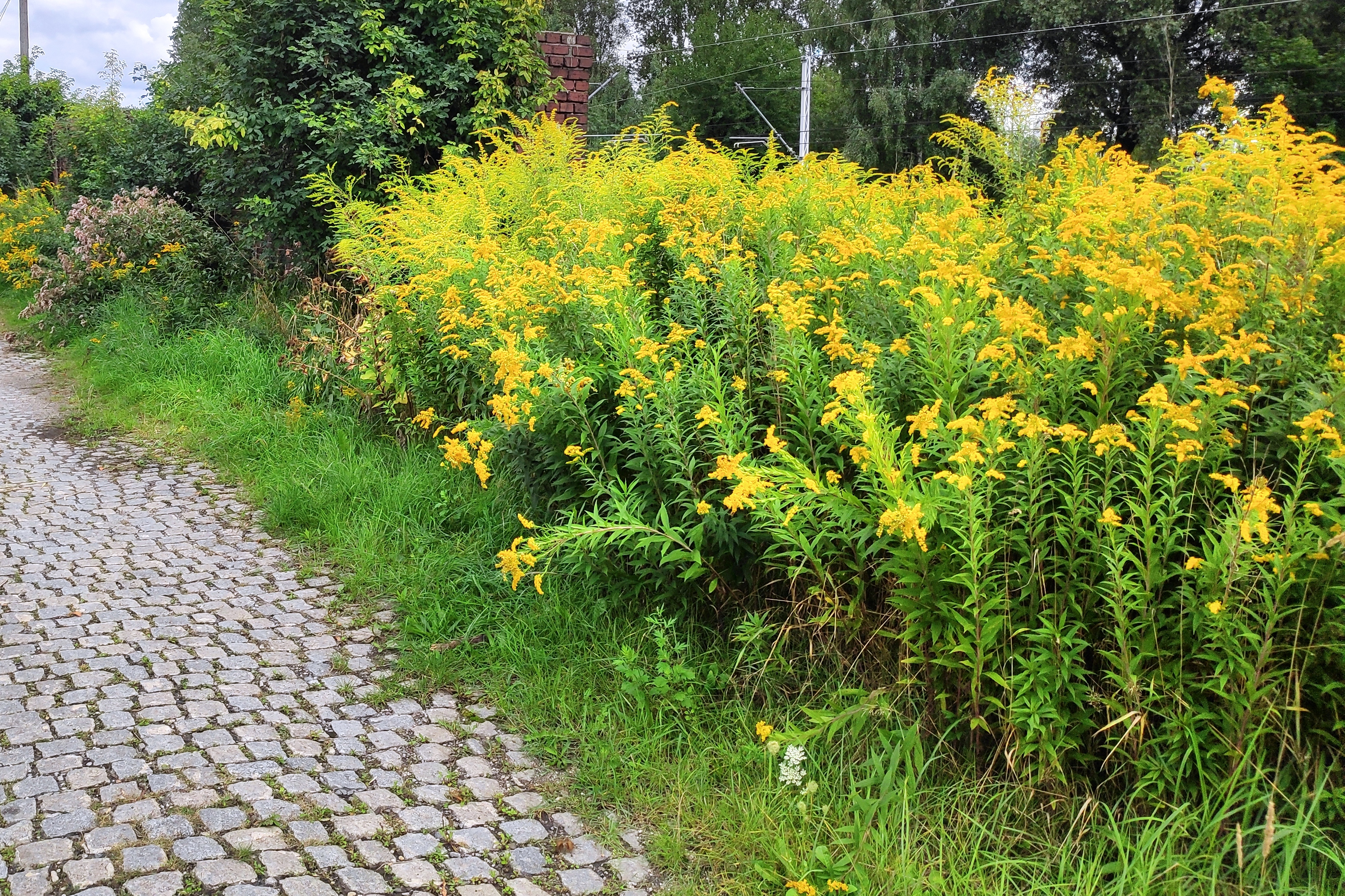
Canadese guldenroede als onkruid langs de weg in Polen

- Schade aan gebouwen, bijvoorbeeld aan de fundering of aan muren.
Voorbeelden: Klimplanten zoals klimop en wilde wingerd kunnen gebouwen beschadigen en worden om die reden wel als onkruid gezien. Japanse duizendknoop kan schade aan gebouwen veroorzaken, met name aan de fundering. Dit kan weer economische vervolgschade veroorzaken bij de verkoop van dergelijke gebouwen.
- Biodiversiteit en natuurkwaliteit. In natuurgebieden verdringen op steeds meer plaatsen daar oorspronkelijk niet voorkomende planten van oudsher aanwezige soorten. Vaak gaat het om invasieve exoten.
Voorbeelden zijn reuzenbalsemien, Japanse duizendknoop, Canadese guldenroede en watercrassula. Deze verdringing wordt ongewenst gevonden omdat het de biodiversiteit en de kwaliteit van levensgemeenschappen en ecosystemen kan aantasten.

## Voordelen van onkruid
Als onkruid aangeduide planten kunnen nuttige functies hebben, net als andere wilde planten, doordat bepaalde soorten: 
- een indicatie van de milieu-eigenschappen van hun groeiplaats geven: ze leveren informatie onder andere over de voedselrijkdom, structuur of vochtgehalte van de bodem;[4] of
- bijdragen aan de milieukwaliteit doordat ze als groenbemesters kunnen fungeren, zoals klaver-soorten of bepaalde dieren (insecten, vogels) aantrekken, zoals brandnetel; of
- eetbaar zijn zoals zevenblad, madeliefje, paardenbloem; of
- nectar leveren voor honingbijen; of
- gewaardeerd worden vanwege hun vorm, kleur en/of geur, zoals reuzenbalsemien, klaproos en korenbloem; of
- medicinale eigenschappen bezitten.

## Soorten onkruid naar milieu
Verscheidene plantensoorten die als onkruid worden aangeduid komen in allerlei milieus voor, zoals akkerdistel, brandnetel en straatgras, andere zijn meer kenmerkend voor bepaalde milieus.

### Akker

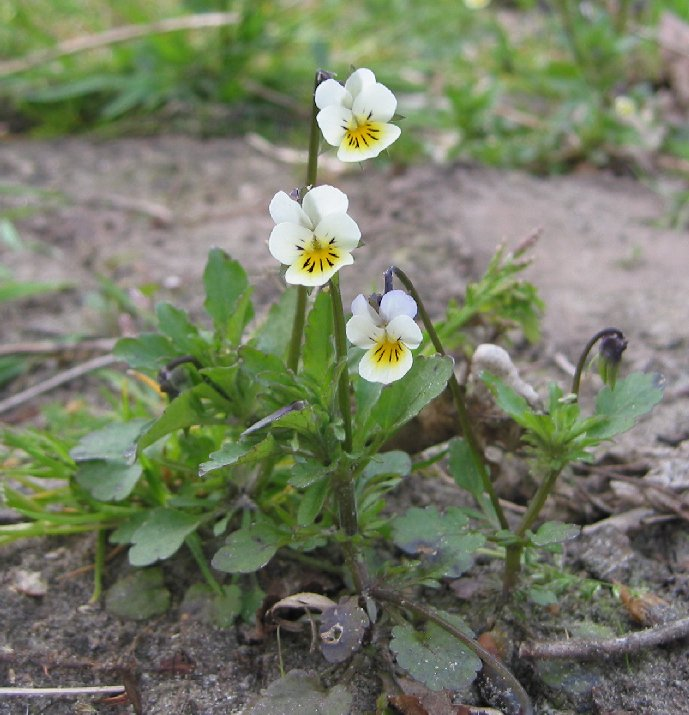
Akkerviooltje

Vanwege de intensieve bodembewerking zijn akkers geschikte vestigingsplaatsen voor pioniersoorten, die zich thuis voelen op een bodem die open ligt. In Nederland worden ruim 50 veelvoorkomende soorten als akkeronkruid gezien, waaronder akkerviooltje, korenbloem, klein hoefblad, perzikkruid en varkensgras.

### Tuin
In Nederland en België komen zo'n 100 wilde planten voor die geregeld in tuinen opduiken. Veelvoorkomende tuinonkruiden zijn onder meer zevenblad, haagwinde, brandnetel, kleefkruid en vogelmuur.

### Wegberm

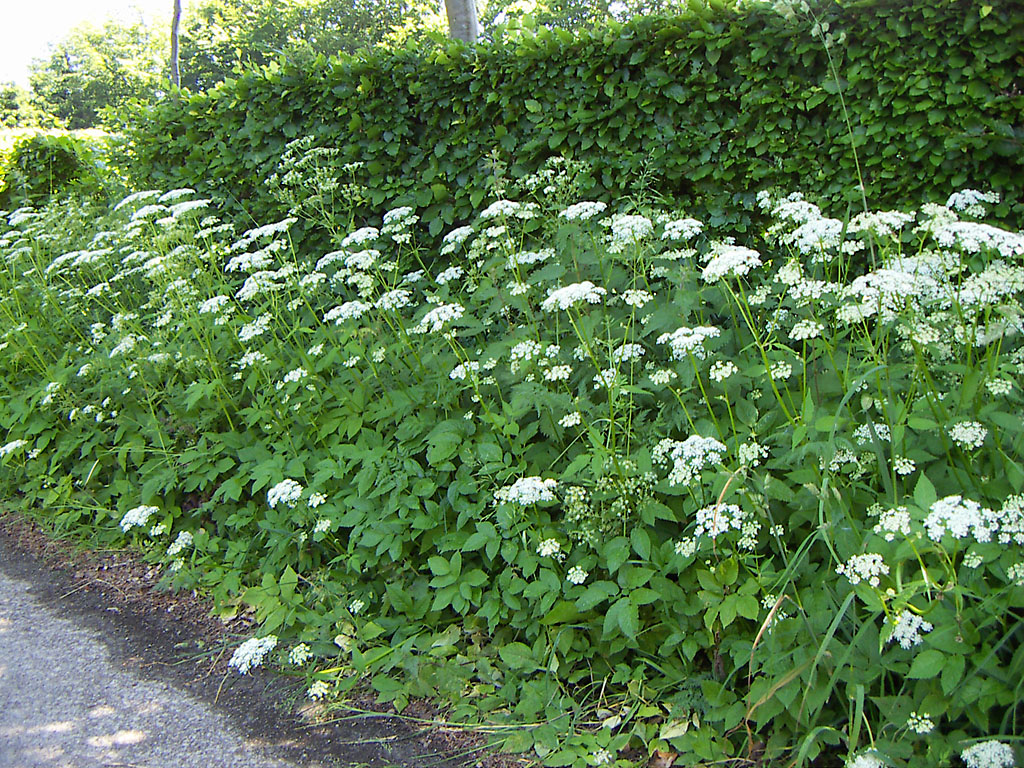
Zevenblad, eetbaar 'onkruid'

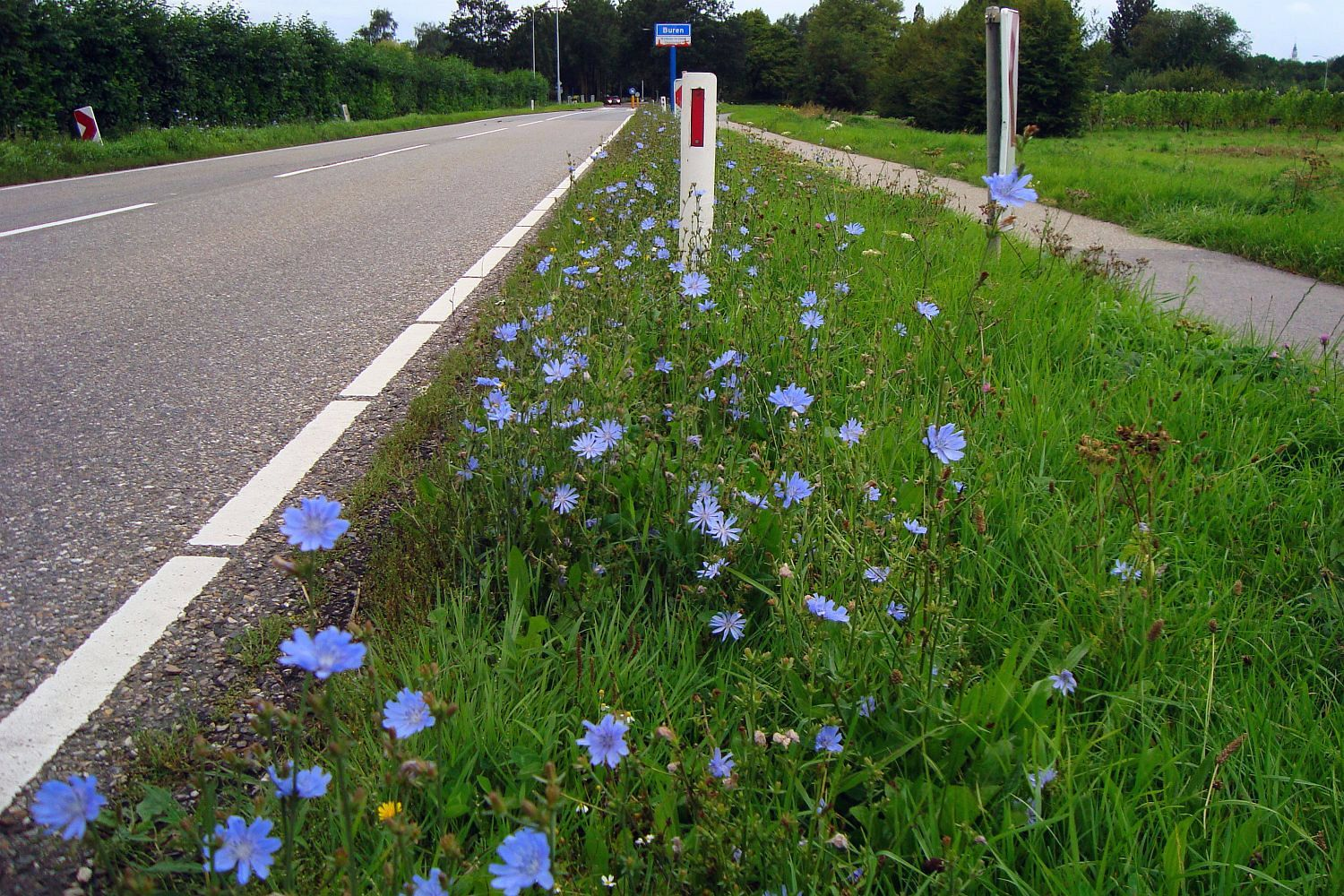
Cichorei langs de weg naar Buren

Lang werden veel kruiden in wegbermen langs provinciale en rijkswegen als onkruid gezien. Kruiden die de ontwikkeling van een goede graszode belemmerden werden bespoten met herbiciden. 
Vanaf halverwege de jaren 1970 voeren wegbeheerders zoals Rijkswaterstaat een ander beleid ten aanzien van bermen van wegen. Vooral na de publicatie van het boek De bonte berm van de Wageningse hoogleraar Piet Zonderwijk in 1979 gingen veel instanties over op een ander, 'meer ecologisch' beheer, dat werd gekenmerkt door een- tot tweemaal per jaar maaien en afvoer van het maaisel. Hierdoor verarmde de grond, nam de productie af en de soortenrijkdom toe. 
Decennia later blijkt het beheer op deze wijze goedkoper te zijn en het levert ook een bijdrage aan biodiversiteit. Ook bij veel stedelijk groenbeheer kiest men voor een beheer dat ruimte laat voor planten die lang als onkruiden werden beschouwd. Daarnaast worden soms onkruiden speciaal ingezaaid, zoals klaproos, korenbloem en wilde cichorei.

### Weiland

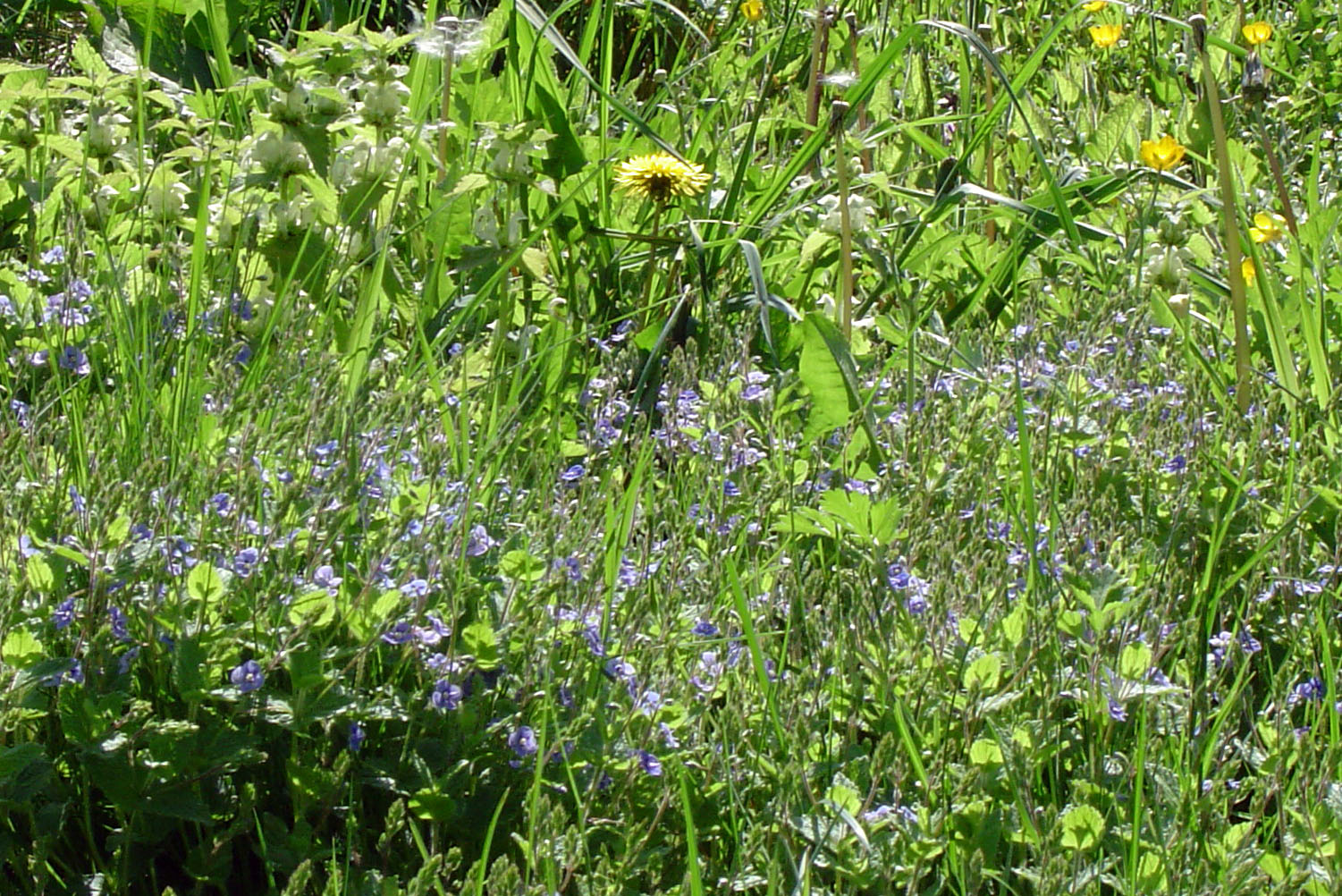
Spontane plantengroei in een kruidenrijk, verwaarloosd weiland, te zien zijn witte dovenetel, gewone ereprijs, scherpe boterbloem en paardenbloem

Grasland dat als weide (of hooiland) in gebruik is binnen de gangbare moderne landbouw, bestaat voornamelijk uit hoogproductieve grassoorten of -rassen. Andere kruiden worden veelal als onkruid beschouwd omdat ze de productiviteit van het grasland aantasten. Veel genoemd zijn paardenbloem, ridderzuring, akkerdistel en giftige soorten als de scherpe boterbloem en jakobskruiskruid. Er bestaan lijsten met tientallen van dit soort graslandonkruiden met onder meer brandnetel, hondsdraf, madeliefje en zilverschoon. In sommige vormen van landbouw, zoals de biologische landbouw, zijn bepaalde kruiden echter gewenst, omdat ze stikstof binden zoals rode klaver en witte klaver, of de kwaliteit van het land als leverancier van diervoeding vergroten.

## Soorten onkruid naar verspreidingsmechanisme
Onkruiden worden ingedeeld in zaad- of wortelonkruiden. Knolcyperus is echter een onkruid dat zich door knolletjes vermeerdert.

### Wortelonkruiden
Wortelstokonkruiden zijn wortelonkruiden, die ondergrondse, meestal horizontaal lopende wortelstokken vormen. Bij afbreken kan elk stukje wortelstok met een knoop weer gaan wortelen en uitlopen. Tot deze groep behoren akkerdistel, gladde witbol, grote brandnetel, haagwinde, heermoes, kweek en zevenblad.

### Zaadonkruiden
Zaadonkruiden zijn onkruiden, die veel zaad produceren. Het zijn vaak eenjarige planten die zich snel verspreiden. Voorbeelden van zaadonkruiden zijn alsemambrosia, gewone melkdistel, harig knopkruid, klein kruiskruid, kleine brandnetel, melganzenvoet, spiesmelde, straatgras, herderstasje, zandraket, liggende vetmuur en vogelmuur.

## Bestrijding
Onkruiden worden op verschillende manieren bestreden. Vaak worden herbiciden (chemische bestrijdingsmiddelen) gebruikt. Vanwege milieutechnische bezwaren vindt bestrijding ook vaak mechanisch plaats met hulp van schoffel, schoffelmachines, onkruidbranders, borstelmachines of heet water. In de biologische landbouw wordt ook weleens een ligbedwieder gebruikt. 
Er kan ook gebruik worden gemaakt van een zogenaamd vals zaaibed waarbij eerst het onkruid ontkiemt, dan wordt het gekiemde onkruid verwijderd, waarna men pas de gewassen zaait.